# Murs de Viladamat
Murs de Viladamat es tracta de restes d'un antic edifici del municipi de Viladamat (Alt Empordà) declarada bé cultural d'interès nacional.

## Descripció
Situades dins del nucli urbà de la població de Viladamat, a l'extrem nord del nucli antic, adossades a la banda de llevant de l'església de Sant Quirze.
Es tracta de les restes conservades de l'antic edifici de la Pabordia. En concret s'ha conservat un dels portals de la construcció, integrat en un tram de mur adossat a la part central de l'absis de l'església. Per la cara sud, el portal és d'arc de mig punt adovellat, amb els brancals bastits amb carreus desbastats. Per la cara nord, en canvi, l'obertura és d'arc rebaixat bastida amb pedres desbastades. La resta del parament, d'uns quatre metres d'alçada, està construït amb pedres sense desbastar, de diverses mides, lligades amb morter.
Per la banda de llevant del portal, delimitant el recinte ocupat actualment per la plaça i resseguits per les construccions actuals, s'observen restes d'altres murs que havien format part de l'edifici original, els quals permeten intuir una planta més o menys rectangular. Es conserva, tot i que força arrasat, el mur de migdia de l'edifici, de la mateixa factura que el mur del portal, i la cantonada sud-est de la construcció, bastida amb carreus de pedra desbastats, amb algunes refeccions fetes amb maons. S'observen dues alineacions estructurals més, a les bandes de llevant i tramuntana, tancant el perímetre de la plaça i, probablement de l'edifici original.

## Història
Es tracta de les restes de l'antiga casa del paborde, palau on residia l'administrador del senyor feudal del lloc, l'abat del monestir de Sant Pere de Rodes.
A mitjans dels anys 90 es van realitzar unes curtes campanyes d'excavacions arqueològiques amb la finalitat de conèixer les restes de l'antic edifici abans de convertir l'espai en un parc públic. L'excavació va permetre comprovar l'existència del castell o casa fortificada de la pabordia, així com poder datar de forma més fiable el seu moment de construcció. Per les restes arqueològiques recuperades, s'ha donat una cronologia no anterior al segle xiv, com a màxim, de les darreries del segle xiii. El seu moment d'amortització es coneix d'una forma força precisa, ja que l'edifici va quedar destruït amb motiu de la repressió després de la batalla de Viladamat el 1467, quan el poble va donar refugi al príncep Ferran d'Aragó, durant la Guerra Civil catalana. Al greu deteriorament de l'edifici també es va sumar l'ús com a pedrera per a la construcció de les diferents cases del mateix poble, tot reaprofitant els carreus ben treballats de l'edifici.
La planimetria del nucli permet restituir els límits del recinte clos. Eren, però, les mateixes cases al voltant les que feien de muralla defensiva delimitada al seu entorn per un fossat, recordat fins temps recents com a les valls, carrer que l'envoltava pel nord i per l'oest.